# Scavi archeologici di Liternum
Gli scavi archeologici di Liternum hanno restituito i resti dell'antica città di Liternum, situata nella frazione Lago Patria del comune di Giugliano, in Campania. Il sito principale, costituito dal parco con il forum, si estende su un'area di circa 85.000 metri quadrati e conserva gran parte dei resti superstiti dell'antica colonia romana Liternina.

## Storia del sito

### Fondazione e sviluppo della colonia
La colonia marittima di Liternum fu fondata nel 194 a.C. contemporaneamente a Puteoli (Pozzuoli) a Sud e Volturnum (l'attuale Castelvolturno) a Nord. La colonia sorse presso la sponda sinistra del Lago Patria (l'antica Literna Palus), dove sfociava l'antico fiume Clanis (gli odierni Regi Lagni), e fu assegnata a trecento veterani della Seconda guerra punica .
Il sito acquisì particolare notorietà per essere stato il luogo di ritiro di Publio Cornelio Scipione detto l'Africano, il celebre condottiero che sconfisse Annibale durante la seconda guerra punica. Scipione si stabilì a Liternum in una villa fortificata dopo essere andato in esilio volontario in polemica con il senato romano e, secondo la tradizione, vi fu sepolto.

### Sviluppo urbanistico e declino
Al periodo della deduzione coloniale risalgono lo schema urbanistico e l'impianto originario del Foro. La città raggiunse il suo massimo splendore tra l'età augustea e il II secolo d.C., particolarmente dopo essere stata collegata con i centri della costa flegrea attraverso la Via Domitiana (95 d.C.), che attraversava l'area forense.
Un progressivo abbandono, dovuto anche all'impaludamento della zona, portò a una rapida decadenza della città a partire dalla tarda età imperiale.

## Strutture archeologiche

### Il Foro
Gli scavi condotti da Amedeo Maiuri tra il 1932 e il 1937 hanno riportato in luce per intero la piazza del Foro. La piazza, che misura 97×42 metri, fu impiantata al momento della fondazione della colonia (194 a.C.) e presenta uno schema tipico per le aree pubbliche di quel periodo: tre dei quattro lati erano porticati, mentre al centro del lato ovest era disposto il Capitolium, affiancato a sud dalla Basilica e a nord dall'Odeion. I portici erano occupati da tabernae.
Con la costruzione della Via Domitiana nel 95 d.C., il foro venne risistemato per consentire il passaggio al suo interno dell'importante via consolare. La strada, che rappresentava anche il decumano massimo della città antica, fu fatta passare attraverso il foro mediante la demolizione di una parte del porticato e delle tabernae lungo i lati nord e sud.

### Il Capitolium
Il tempio principale della città (dimensioni 24×17 metri) domina la piazza forense e presenta una struttura tipica dei templi di epoca repubblicana. Sorge su un alto podio di circa 3,60 metri di altezza e conserva sulla fronte la lunga scalinata d'accesso (circa 8,60 metri). Il tempio attualmente visibile è il risultato di interventi realizzati nel I secolo d.C. (epoca flavia) ed è del tipo "prostilo", dotato di colonne in tufo grigio che reggevano il timpano e di un'unica grande cella tripartita che ospitava le statue del culto.
Recenti indagini hanno rivelato che, in una fase precedente alla risistemazione di epoca flavia (databile tra il II secolo a.C. e la fine del I secolo a.C.), il tempio era del tipo pseudoperiptero sine postico, con un colonnato che correva lungo tutto il perimetro eccetto sul fondo.

### La Basilica
A sud del Capitolium si trova un edificio rettangolare (33,5×18 metri) identificato come Basilica. L'edificio subì vari rifacimenti, il più complesso dei quali avvenne alla fine del I secolo a.C., quando furono demolite e chiuse con pareti in opera reticolata le strutture del portico orientale, conferendo alla basilica le forme più canoniche di questo tipo di edifici.

### L'Odeion
Posizionato a nord del Capitolium, questa struttura si presenta come un piccolo teatro coperto. Gli scavi degli anni trenta del XX secolo hanno portato in luce i resti della cavea, dei vomitoria d'accesso e dell'orchestra. La struttura, realizzata in opera vittata mista, è uno degli ultimi edifici realizzati nel foro, come confermano le lastre e iscrizioni di recupero utilizzate per pavimentare il pavimento della scena.

### L'Anfiteatro
L'anfiteatro extraurbano, databile alla fine del I secolo d.C., conserva parte della cavea con le gradinate. La struttura si trova all'esterno della cinta muraria ed è stata oggetto di recenti indagini archeologiche.

### Le Necropoli
Recenti scavi archeologici condotti sotto la direzione scientifica della dott.ssa Simona Formola hanno riportato in luce una vasta area di necropoli, estesa per oltre 150 metri quadrati, situata nel comprensorio dell'antica Liternum. La necropoli, utilizzata dal I secolo a.C. al III secolo d.C., presenta una continuità d'uso che testimonia l'importanza dell'area sepolcrale.
Gli scavi hanno rivelato recinti funerari con estesi frammenti di intonaco bianco e decorazioni in rosso, oltre a un profondo pozzo in muratura probabilmente utilizzato per fini rituali legati alle pratiche di lustrazione (purificazione con acqua). Sono state individuate circa venti tombe di diverse tipologie: a cappuccina, a cassa di tegole e ad enchytrismos, quest'ultimo tipo di sepoltura utilizzato principalmente per i bambini.
Tra i ritrovamenti più significativi si segnalano diverse iscrizioni funerarie in marmo, alcune delle quali integre, tra cui un epitaffio di un gladiatore, documento prezioso per la comprensione del ruolo di questi combattenti nella società romana.

### Altri ritrovamenti
Nel corso delle campagne di scavo sono stati esplorati settori dei quartieri abitativi, tratti della viabilità urbana e, lungo la sponda sinistra del lago, un santuario prospiciente una corte costruita su ambienti pertinenti a magazzini. Più a sud sono stati rinvenuti impianti artigianali con resti di fornaci per la produzione locale del caeruleum (pigmento blu) e forse per la lavorazione del vetro.

## Gestione e valorizzazione
Dal 2016 il foro e l'anfiteatro di Liternum sono entrati nel circuito dell'ente "Parco archeologico dei Campi Flegrei". Il foro, adibito a parco archeologico, si estende su un'area in comproprietà tra Stato, città metropolitana di Napoli e Comune di Giugliano in Campania.
A settembre 2023 iniziarono i lavori per la riqualificazione del parco naturalistico, adiacente agli scavi archeologici del Foro, con il ripristino della pavimentazione e delle opere accessorie, l'area venne inaugurata il 5 maggio 2024.
La riqualificazione del Parco Archeologico di Liternum è stato realizzato dal Comune di Giugliano in Campania con i fondi europei del POR Campania 2000-2006 assegnati al P.I. "Riviera Domitia".

## Reperti
Alcuni dei materiali rinvenuti durante gli scavi sono conservati a fini espositivi nel Museo Archeologico dei Campi Flegrei a Baia.